# Abbevillienkulturen

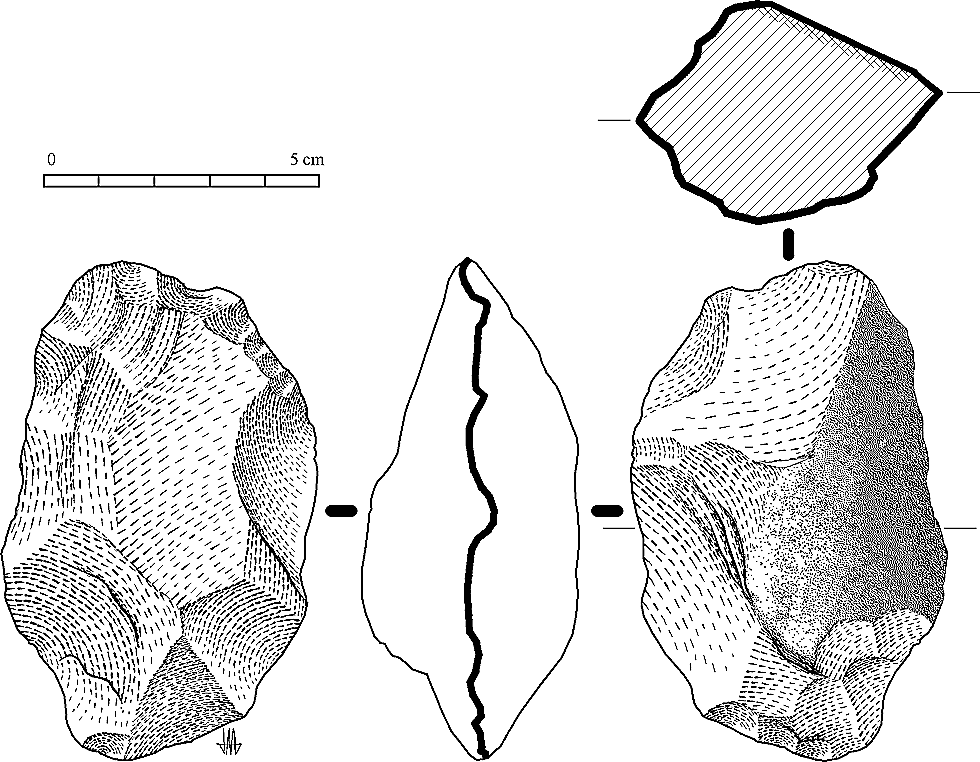
Handyxa från Valladolid i Spanien

Abbevillienkulturen är ett allt mindre använt namn på den äldsta kända paleolitiska kulturen i Europa. Kulturen är uppkallad efter fyndorten Abbeville i Somme-dalen i nordvästra Frankrike och är en europeisk benämning på vad som är en mer geografiskt spridd företeelse, med de äldsta fynden i Östafrika (oldowankulturen). Kulturen existerar omkring 550.000-240.000 f Kr och redskapsinventariet består av grovt tillslagna handkilar och redskap av avslag. 
De första fynden från kulturen gjordes under ett vägbygge nära Abbeville av en fransk tulltjänsteman vid namn Boucher de Perthes. Han publicerade sina fynd 1836. Namnet "Abbevillienkulturen" användes första gången av Louis Laurent Gabriel de Mortillet (1821-1898), som var professor i förhistorisk antropologi i Paris, då han 1882 publicerade "Le Prehistorique, antiquité de l'homme", som berörde fynden från Abbeville.
Abbevillienkulturen belades stratigrafiskt på 45-metersterrassen vid Abbeville, kunde datera till Günz-Mindel-interglacialen och var ett förstadium till acheuléenkulturen.
Familjen Leakey upptäckte liknande, men äldre, verktyg vid Olduvaiklyftan, och sedan dess har Oldowan ersatt begreppet Abbevillienkulturen överallt utom i Europa (även om begreppet är på väg bort även där).
Mortillet, som namngav kulturen menade att de kulturer han diskuterade, abbevillienkulturen och acheuléenkulturen utgjorde en kronologisk sekvens och han menade att man inom abbevillienkulturen använt kärnverktyg medan man inom acheuléenkulturen använt avslag. Senare forskning har dock visat att man tidigt inom oldowantraditionen använt både och, varför man ofta numer anser att abbevillienkulturen är en fas inom acheuléenkulturen. 